# Marosangy
Marosangy est une commune rurale malgache située dans la région de Vatovavy.